# باکنر (میزوری)
باکنر (به انگلیسی: Buckner) یک شهر در ایالات متحده آمریکا است که در شهرستان جکسون، میزوری واقع شده‌است. باکنر ۴٫۶۴ کیلومتر مربع مساحت و ۳٬۰۷۶ نفر جمعیت دارد و ۲۲۹ متر بالاتر از سطح دریا واقع شده‌است.